# Eisrandlage

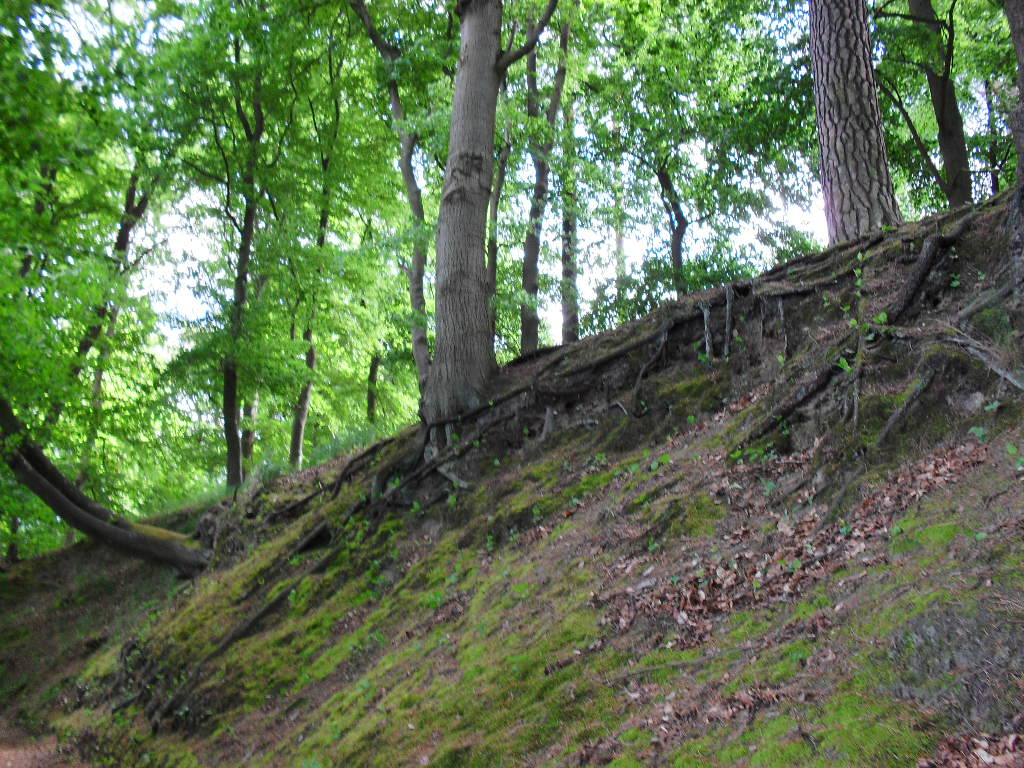
Am Ufer des Zenssee in Lychen (Weichseleiszeit)

Eine Eisrandlage markiert die ehemalige Front der eiszeitlichen Gletscher in Norddeutschland, welche im jeweiligen Stadium erreicht wurde. Dieser neutral klingende Begriff wurde eingeführt, da die meisten Endmoränenzüge nicht durchgehend vorhanden sind, sich aber anhand anderer Indizien der ehemalige Verlauf des Eisrandes oft noch recht gut rekonstruieren lässt. Der Begriff Eisrandlage ist daher eng mit der Glazialen Serie verbunden.
Zu den Indizien für eine Eisrandlage gehören außer den vorhandenen Endmoränen:
- Im Jungmoränenland belegt das Auftreten von Toteiskesseln und Seen die Anwesenheit des Gletschers im betreffenden Gebiet.
- Sander, die ohne eine Endmoräne an nördlich gelegene Grundmoränengebiete grenzen. Die Sanderkante entspricht damit der Eisrandlage.
- Das Vorkommen von Geschiebemergel, der unter dem Eis abgelagert wird, belegt ebenfalls die vormalige Anwesenheit des Gletschers.
- Hoch gelegene Terrassen an Flüssen und Urstromtälern, die ohne die Blockierung der heute tieferen Abflusswege durch Gletschereis nicht denkbar wären.

Da ganz Norddeutschland von den eiszeitlichen Gletschern landschaftlich geprägt wurde, findet man mehrere Eisrandlagen, die der Saale- und der Weichseleiszeit zugeordnet werden.
Bekannte Eisrandlagen in Deutschland:
- Die Eisrandlage der Rehburger Phase, die sich vom Norden der niederländischen Stadt Zwolle bis in den Norden Magdeburgs zieht.[1] Sie entstand im älteren Stadium (Drenthe-Stadium) der Saaleeiszeit und ist im Gelände gut zu erkennen.
- Die Haupteisrandlage während des Warthe-Stadiums in der Saaleeiszeit bildet heute die Haupthöhen des Südlichen Landrückens.
- Die Brandenburger Eisrandlage (nach dem Land Brandenburg) markiert das weiteste Vordringen des Inlandeises während der Weichseleiszeit.
- Die Frankfurter Eisrandlage, nach der Stadt Frankfurt (Oder), stellt einen Rückschmelzhalt des Inlandeises zwischen der Brandenburger und der Pommerschen Eisrandlage dar.
- Die Pommersche Eisrandlage ist die am kräftigsten ausgebildete Eisrandlage in Norddeutschland. Sie besitzt zudem einen fast geschlossenen Endmoränenzug.